# JCC 200 miles 1937
JCC 200 miles 1937 je bila sedemnajsta neprvenstvena dirka za Veliko nagrado v sezoni 1937. Odvijala se je 28. avgusta 1937 na angleškem dirkališču Donington Park.

## Rezultati

### Dirka
Dirkači razreda voiturette so označeni poševno.
| Poz | Št | Dirkač                              | Moštvo    | Dirkalnik        | Krogi | Čas/Odstop       | Št. m. |
| --- | -- | ----------------------------------- | --------- | ---------------- | ----- | ---------------- | ------ |
| 1   | 9  | Arthur Dobson                       | ERA Ltd.  | ERA C            | 77    | 2:49:12.4        | 3      |
| 2   | 4  | Princ Bira                          | Privatnik | Maserati 8CM     | 77    | + 40 s           | 2      |
| 3   | 15 | Peter Whitehead                     | Privatnik | ERA B            | 77    | + 5:33           | 7      |
| 4   | 20 | John Wakefield                      | Privatnik | Maserati 6CM     | 77    | + 6:24           | 11     |
| 5   | 3  | Antony Powys-Lybbe                  | Privatnik | Alfa Romeo Monza | 77    | + 8:44           | 10     |
| 6   | 6  | Percy Maclure                       | Privatnik | Riley 2000       | 77    | + 9:22           | 8      |
| 7   | 16 | Charles Brackenbury Carlo Pintacuda | Privatnik | ERA B            | 77    | + 12:04          | 15     |
| 8   | 21 | Reg Parnell                         | Privatnik | MG K3            | 76    | +4 krogi         | 16     |
| 9   | 7  | Tony Rolt                           | Privatnik | Triumph Dolomite | 75    | +5 krogov        | 13     |
| Ods | 8  | Raymond Mays                        | ERA Ltd.  | ERA B            | 64    | Zadnje vzmetenje | 4      |
| Ods | 10 | Earl Howe                           | ERA Ltd.  | ERA B            | 51    | Trčenje          |        |
| Ods | 19 | Robin Lewes Hanson                  | Privatnik | Maserati         | 49    | Motor            | 14     |
| Ods | 18 | Austin Dobson                       | Privatnik | Maserati         | 39    | Črpalka za vodo  | 5      |
| Ods | 14 | Reggie Tongue                       | Privatnik | ERA B            | 12    | Motor            | 12     |
| Ods | 2  | Kenneth Evans                       | Privatnik | Alfa Romeo       | 12    | Menjalnik        | 9      |
| Ods | 11 | Ian Connell                         | Privatnik | ERA B            | 3     | Puščanje olja    | 17     |
| Ods | 12 | Charlie Martin                      | Privatnik | ERA A            | 0     | Menjalnik        | 6      |
| DNA | 1  | Hans Ruesch                         | Privatnik | Alfa Romeo       |       |                  |        |
| DNA | 5  | Steve Chiappini                     | Privatnik | Maserati         |       |                  |        |
| DNA | 17 | Peter Aitken                        | Privatnik | Maserati         |       |                  |        |
| DNA | 22 | Rene Brooke                         | Privatnik | Brooke-Riley     |       |                  |        |